# Черновский, Сергей Акимович
Сергей Акимович Черновский (21 июля 1921 года — 24 сентября 2005 года) — участник Великой Отечественной войны, командир стрелкового взвода 3-го стрелкового батальона 29-го гвардейского стрелкового полка 12-й гвардейской стрелковой дивизии, Герой Советского Союза (1945), гвардии лейтенант (в дальнейшем гвардии полковник).

## Биография
Окончил 7 классов и школу ФЗУ в Туле, работал токарем в городе Плавске. В феврале 1942 года призван в ряды Красной Армии. В январе 1943 года окончил курсы младших лейтенантов и был направлен на фронт командиром взвода.
В годы Великой Отечественной войны воевал на Брянском и Белорусском фронтах.
В ночь на 28 сентября 1943 года взвод под командованием С. А. Черновского первым начал переправу через реку Днепр у
деревни Глушец Лоевского района Гомельской области. Форсировав Днепр, взвод блокировал два дзота и захватил береговой участок вражеской траншеи, обеспечив тем самым переправу другим подразделениям. Лейтенант С. А. Черновский в бою был контужен, но остался в строю и продолжал командовать взводом.
Указом Президиума Верховного Совета СССР «О присвоении звания Героя Советского Союза генералам, офицерскому, сержантскому и рядовому составу Красной Армии» от 15 января 1944 года за «образцовое выполнение боевых заданий командования по форсированию реки Днепр и проявленные при этом мужество и героизм» лейтенанту С. А. Черновскому было присвоено звание Героя Советского Союза.
За другие боевые действия Сергей Акимович был награждён двумя орденами Отечественной войны 1-й степени, орденом Красной Звезды, а также многими медалями.
После войны С. А. Черновский продолжил службу в армии. В 1946 году окончил курсы усовершенствования офицерского состава.
До 1948 года работал военным комиссаром Кичминского района Кировской области (ныне Советского района Кировской области).
С марта 1971 года полковник С. А. Черновский находился в запасе, работал инженером по технике безопасности в РСУ-2.
Умер от фронтовых ран 24 сентября 2005 года. Похоронен на Кузьминское кладбище (Москва)

## Награды
- Медаль «Золотая Звезда» Героя Советского Союза (15.01.1944);
- орден Ленина (15.01.1944);
- два ордена Отечественной войны 1-й степени (09.11.1943, 11.03.1985);
- орден Красной Звезды (05.10.1943);
- медали.

## Память
После смерти Черновского Сергея Акимовича на стене дома № 21 по улице Малышева в городе Москве, где проживал Сергей Акимович, была установлена памятная доска.